# Siegfried Behrend
Siegfried Behrend   (Berlín, 19 de novembre de 1933 - Hausham, 20 de setembre de 1990) va ser un guitarrista i compositor alemany.

## Biografia
Behrend va néixer a Berlín. Va estudiar piano, clavecí, direcció i composició al Conservatori Klindworth-Scharwenka de Berlín i va ensenyar per si mateix la guitarra clàssica. El 1953 va oferir la primera representació alemanya del Concierto de Aranjuez de Rodrigo. Als 30 anys ja era un artista de renom mundial amb aquest instrument, tocant per al Xa de Pèrsia, l'emperador del Japó i Gamal Abdel Nasser al Caire.
El 1962, va conèixer la cantant Belina durant la realització d'un programa de televisió i van intentar crear alguns projectes musicals junts. Amb les seves chansons, cançons populars i cançons yiddish, es van convertir en representants molt respectats i coneguts de la cultura alemanya després de la Segona Guerra Mundial. Van actuar a més de 120 països i van ser convidats habituals a la televisió i programes de converses alemanys. En aquests anys, van gravar diversos àlbums LP. A la dècada de 1970 Behrend es va casar amb l'actriu alemanya Claudia Brdozinska, també cantant. En les actuacions amb ella, Behrend es va centrar més en la música d'art contemporani.
Behrend també va ser reconegut com a professor de guitarra clàssica. Martin Maria Krüger va començar a estudiar l'instrument amb Behrend. En anys posteriors, Behrend i Krüger es van fer famosos com "El duo de guitarres alemanys". A la dècada de 1970, Behrend va impartir diverses "International Masterclasses for Artistic Guitar Play" a les quals van assistir persones com Michael Tröster i Manuel Negwer.
Behrend va ser coeditor de diversos llibres adreçats a un públic professional, com ara Volkslieder aus aller Welt (Cançons populars del món) i Gitarrenstunden für Kinder (Lliçons de guitarra per a nens).
Juntament amb Konrad Wölki, Herman Ambrosius, Heinrich Konietzny i altres, Behrend va ser un dels principals defensors del desenvolupament de la mandolina i la música de corda pinçada cap a una qualitat més alta i una expressivitat millorada a Alemanya després de la guerra. A part de molts arranjaments de música barroca i folk per a instruments de corda pinçada, Behrend es va centrar en la música contemporània. Va dirigir moltes estrenes d'obres d’Anestis Logothetis, Heinrich Konietzny, Klaus Hashagen, Dietrich Erdmann, Friedrich Gaitis i altres. Entre els anys 1960 i 1973, Behrend va ser director de la Saarland Plucked String Orchestra, en aquell moment la principal Orquestra de Cordes Plujades a Alemanya. De 1968 a 1990, va dirigir la recentment fundada orquestra alemanya de cordes puntejades.
Com a intèrpret amb interès per l'avantguarda contemporània, Behrend va animar diversos compositors a escriure obres per a guitarra. Aquests inclouen Xavier Benguerel (1931-2017), Brian Boydell (1917–2000), Sylvano Bussotti (nascut el 1931), Mario Castelnuovo-Tedesco (1895–1968), Tomás Marco (nascut el 1942), Isang Yun (1917–1995) i Thea Musgrave (nascuda el 1928).
Behrend va morir a Hausham, als 56 anys.

## Discografia (selecció)
- Belina – Behrend 24 CANÇONS I UNA GUITARRA (Columbia)
- Belina i Siegfried Behrend MÚSICA AL MÓN (Columbia)
- Cançons yiddish Es brennt (Columbia)
- Eviva la Guitarra – Siegfried Behrend und seine spanische Gitarre (BASF)
- Rèquiem a Hiroshima (Thorofon)
- Galleria Gitarrenkonzert (Deutsche Grammophon)
- Siegfried Behrend in Memoriam (Thorofon)
- Boccherini, Schnabel: Gitarrenquintette - Siegfried Behrend, Zagreb String Quartet (Da Camera, Sastruphu, SM 93606, 1973)
- Vivaldi: Concerts for Mandolin and Other Favorites - The German String Orchestra, Siegfried Behrend (CBS 35878)